# Ptaszorowate
Ptaszorowate, ryby latające, ptaszory (Exocoetidae) – rodzina morskich ryb belonokształtnych (Beloniformes), blisko spokrewniona z półdziobcowatymi.

## Występowanie
Ocean Indyjski, Ocean Spokojny i Ocean Atlantycki.

## Cechy charakterystyczne
Ciało lekko ścieśnione, wrzecionowate. Płetwy piersiowe wyjątkowo duże, umożliwiające wykonywanie lotów ślizgowych ponad powierzchnią wody. Płetwa grzbietowa przesunięta do tyłu, a ogonowa głęboko wcięta, dolny płat dłuższy od górnego. Łuski duże. Duży pęcherz pławny. Osiągają przeciętnie około 30 cm, maksymalnie 45 cm długości.

## Opis
Ryby te dzięki silnie rozwiniętym płetwom piersiowym potrafią wzbić się ponad powierzchnię wody, przez co często są nazywane rybami latającymi. Niektóre gatunki, oprócz rozwiniętych płetw piersiowych, mają również silnie rozwinięte płetwy brzuszne. Z powodu tej różnicy nazywane są „czteroskrzydłymi”, w odróżnieniu od „dwuskrzydłych” ryb latających o mniejszych płetwach brzusznych.

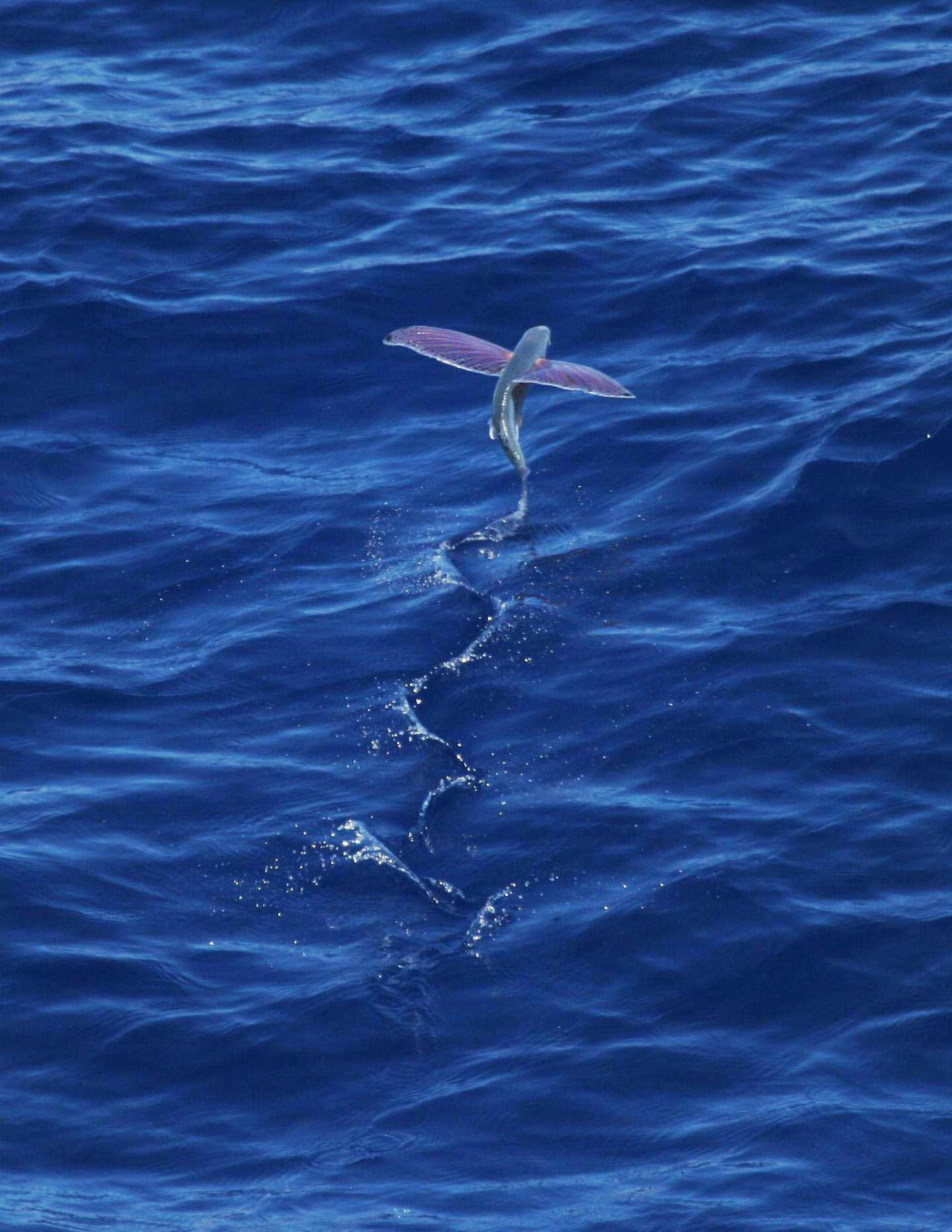
Przygotowanie do lotu.

## Technika latania
Aby wynurzyć się z wody (często w sytuacji, kiedy ryby latające atakowane są przez inne drapieżniki) zbliżają się do powierzchni wody, a następnie tuż pod powierzchnią wody rozkładają płetwy piersiowe. W tym samym czasie płetwa ogonowa szybko się porusza nadając rybie odpowiednie przyspieszenie – jest to kilkadziesiąt uderzeń płetwą na sekundę. Przy odpowiednich warunkach pogodowych oraz sile wiatru ich maksymalna prędkość może osiągnąć nawet 70–90 km/h. Szybowanie w powietrzu może trwać około 10 s. Aby pozostać w locie dłużej, wystarczy, że z chwilą kiedy znów dotkną wody, zaczną ponownie poruszać energicznie płetwą ogonową, modyfikując jednocześnie kąt nachylenia płetw piersiowych. Umożliwia im to ponownie wzbicie się ponad powierzchnię wody.

## Klasyfikacja
Rodzaje zaliczane do tej rodziny:
Cheilopogon — Cypselurus — Exocoetus — Fodiator — Hirundichthys — Parexocoetus — Prognichthys